# 莫尔旺地区穆
莫尔旺地区穆（法語：Moux-en-Morvan，法語發音：[mu ɑ̃ mɔʁvɑ̃]）是法国涅夫勒省的一个市镇，属于希农堡（城）区。

## 地理
莫尔旺地区穆（47°10'17"N, 4°9'11"E）面积42.51 平方千米，位于法国勃艮第-弗朗什-孔泰大區涅夫勒省，该省份为法国中部省份，北至约讷省，西北接卢瓦雷省，西接谢尔省，南至阿列省，东南接索恩-卢瓦尔省，东临科多尔省。
与莫尔旺地区穆接壤的市镇（或旧市镇、城区）包括：莫尔旺地区阿利尼、梅内赛尔、布拉诺、屈尔河畔日安、古卢、蒙索什莱塞通、普朗谢。
莫尔旺地区穆的时区为UTC+01:00、UTC+02:00（夏令时）。

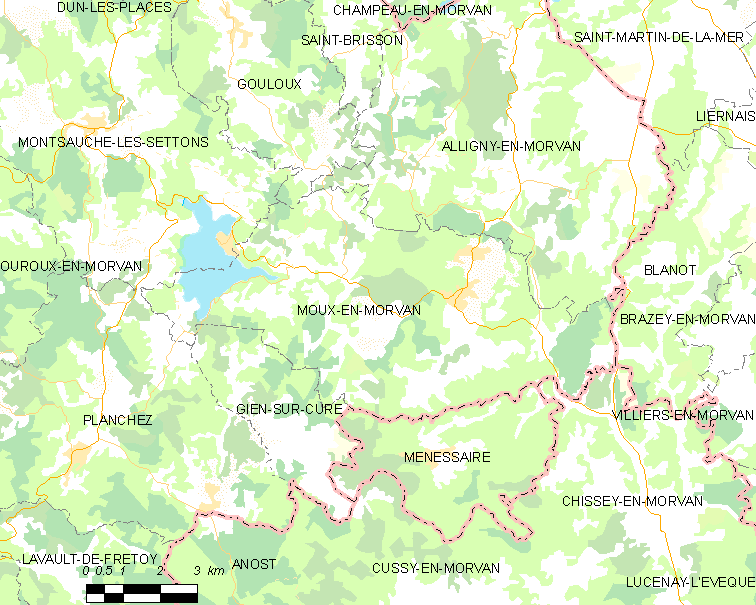
莫尔旺地区穆的OSM定位图

## 行政
莫尔旺地区穆的邮政编码为58230，INSEE市镇编码为58185。

## 政治
莫尔旺地区穆所属的省级选区为希农堡县。

## 人口

1962-2008年间莫尔旺地区穆人口变化图示

莫尔旺地区穆于2022年1月1日时的人口数量为534人。